# مترو يريفان
مترو يريفان رسميا مترو أنفاق يريفان كارين دميرشيان والمعروف عموما باسم مترو يريفان (الأرمينية: Կարեն Դեմիրճյանի անվան Երևանի մետրոպոլիտեն) هو نظام نقل سريع يخدم مدينة يريفان عاصمة أرمينيا مملوك للحكومة يمتد خطه الوحيد من عشر محطات من الشمال إلى الجنوب من المدينة على نحو 12.1 كيلومتر مربع. يتم تشغيله من قبل مترو كارين ديميريشيان يريفان التابع لوزارة النقل والاتصالات في أرمينيا.
في 28 ديسمبر 1999، تم تسمية مترو الانفاق كارين ديميريشيان، تكريما للسكرتير الأول للحزب الشيوعي الأرمني أصل مشروع مترو الانفاق.